# Evangelische Kirche (Waldangelloch)

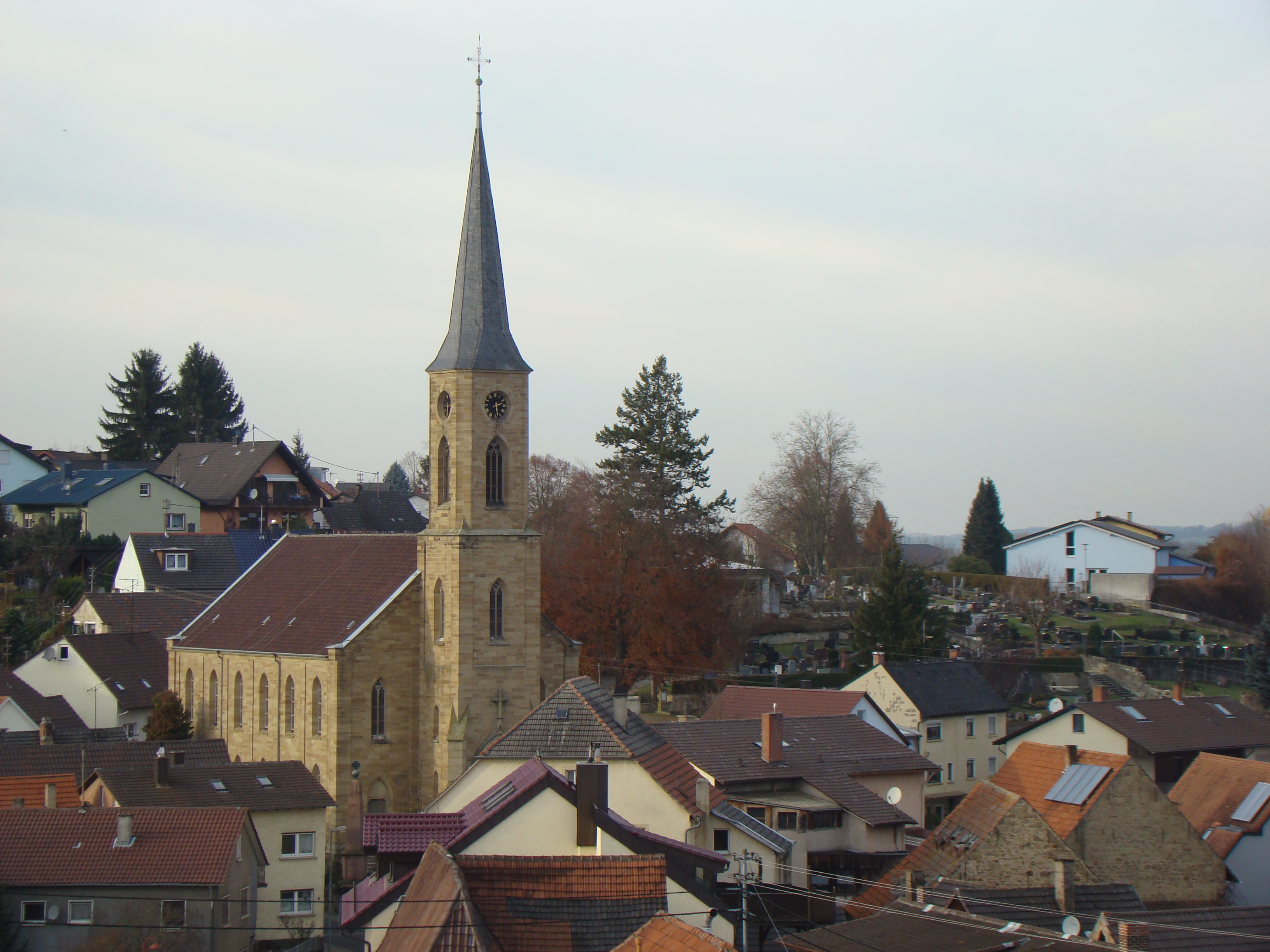
Evangelische Kirche in Waldangelloch

Die Evangelische Kirche in Waldangelloch, einem Stadtteil der Großen Kreisstadt Sinsheim im Rhein-Neckar-Kreis im nördlichen Baden-Württemberg, wurde 1861 anstelle eines Vorgängerbaus durch Architekt Friedrich Theodor Fischer (1803–1867) errichtet.

## Geschichte
Die ursprüngliche Kirche in Waldangelloch befand sich auf dem Friedhof des Ortes. Der älteste dort nachgewiesene Bau stammt von 1518, wurde 1553 durch die Herren von Angelach reformiert und um 1640 durch Heinrich Schickhardt vergrößert und mit einem neuen Glockenstuhl und Turmhelm versehen. Nach erhaltenen alten Abbildungen handelte es sich um eine recht kleine gotische Kirche, an deren Südseite ein quadratischer Turm mit Fachwerkaufbau stand. Die Kirche war ursprünglich für eine Gemeinde von 20 bis 30 Familien errichtet worden und bereits im 18. Jahrhundert zu klein für die Gemeinde, außerdem geriet sie baulich in Verfall.
1770 beantragte Pfarrer Hipp beim Herzog von Württemberg einen Kirchenneubau und nannte eine Zahl von 422 regelmäßigen Kirchenbesuchern. Dem Antrag folgte zwar eine Reparatur der größten Schäden, ein Neubau blieb jedoch aus, so dass sich die Gemeinde ab 1790 regelmäßig an württembergische, nach dem Übergang an Baden 1806 an badische Stellen wandte. Es wurden teils chaotische Verhältnisse wie Schlägereien und Tumulte um die wenigen Sitzplätze, teils das feuchtkalte und daher ungesunde Klima der Kirche und der unwürdige Zustand des Gebäudes angeführt, doch dauerte es bis 1846, bis vom Evangelischen Oberkirchenrat die Genehmigung zu einem Neubau erging.
Danach vergingen noch weitere 13 Jahre, bis ein geeigneter Bauplatz gefunden war. Der Platz der alten Kirche war für einen größeren Neubau zu beengt. Der Kirchengemeinderat favorisierte einen Bauplatz gegenüber dem Pfarrhaus, der jedoch von der Bezirksbaudirektion 1853 wegen seiner geringen Größe und seiner tiefen Lage nahe am Angelbach abgelehnt wurde. Schließlich entschied sich die Baudirektion dafür, das alte Wirtshaus Löwen und das benachbarte Adam-Müller'sche-Haus mit Gärten zu erwerben, die Gebäude abzureißen und die Kirche dort zu errichten. Weitere Verzögerungen schlossen sich an, weil die Kirchengemeinde nochmals Anstrengungen unternahm, den von ihr favorisierten Bauplatz zu gewinnen und weil die Besitzer der von der Baudirektion ins Auge gefassten Grundstücke höhere Kaufpreise als anfangs forderten.
Die nach Plänen von Friedrich Theodor Fischer erbaute Kirche wurde am 29. September 1861 geweiht. Sie weist als Besonderheit im Inneren Tudorbögen auf.

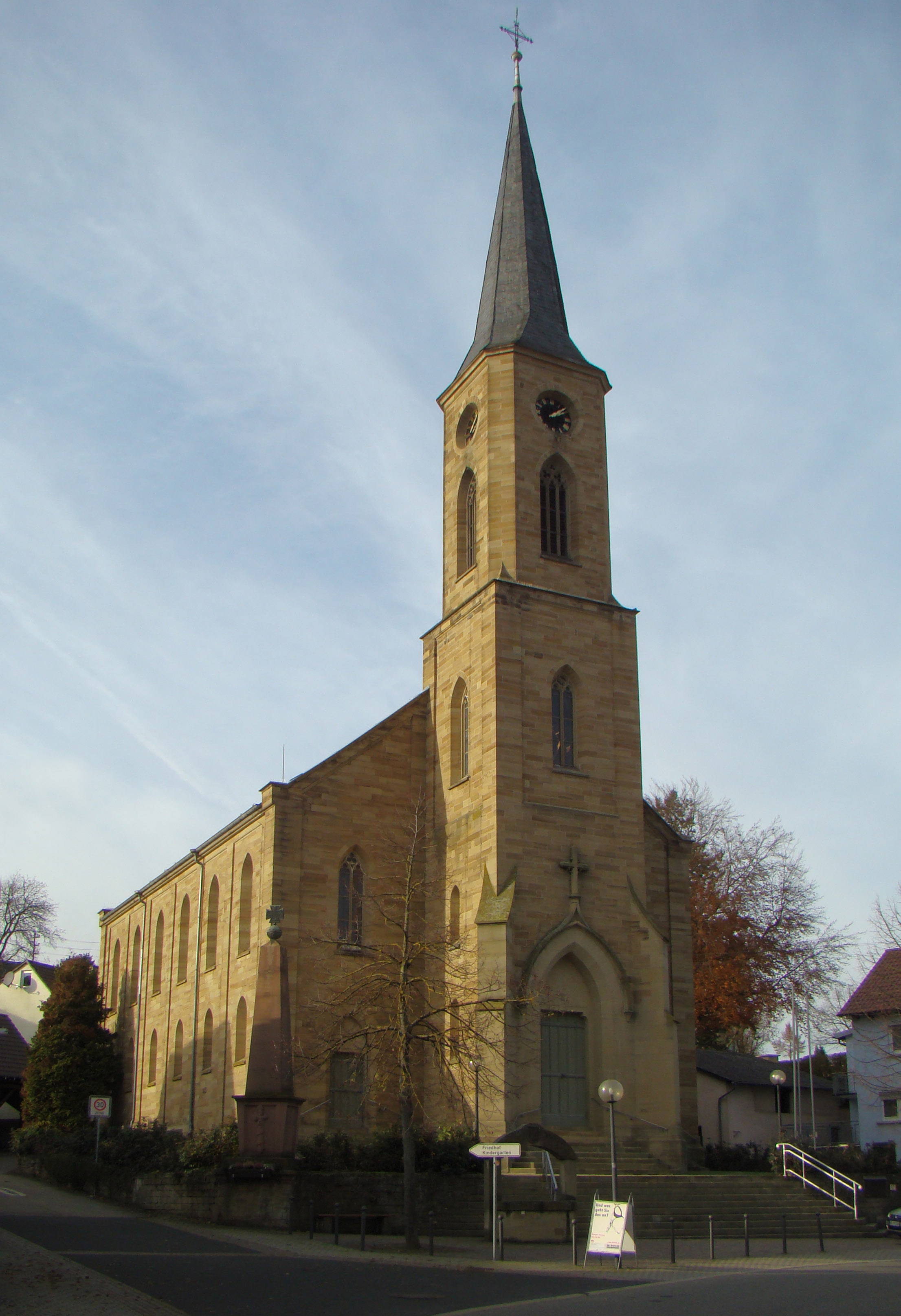
Evangelische Kirche in Waldangelloch

Die alte Kirche auf dem Friedhof wurde 1863 auf Abbruch versteigert. Anfangs gab es Pläne, den Chor der alten Kirche als Friedhofskapelle zu erhalten. Dazu hätte die Gemeinde ein Grundstücksgeschäft wegen des Platzes vor dem Chor tätigen müssen. Allerdings einigte man sich nicht, so dass die alte Kirche 1864 nochmals auf Abbruch versteigert wurde und danach abgerissen wurde.
Die alten Glocken und die im Jahr 1800 aus der Hofkapelle in Stuttgart erworbene Orgel der alten Kirche wurden in den Neubau übernommen. Auch die Fenster zur Straßenseite, der Taufstein und wahrscheinlich auch der Kanzelsockel stammen aus der alten Kirche. Eine Grabplatte der Herren von Angelach aus der alten Kirche wurde zunächst in die Friedhofsmauer versetzt und kam erst 1958 in die neue Kirche. 1962 wurde eine neue Orgel beschafft.
Zu den bekannten Pfarrern aus Waldangelloch zählen Noah Friedrich Fischer (im Amt 1810–1822), Vater des Malers August Vischer, und Heinrich Nadler (im Amt 1895–1900), Sohn des Rechtsanwalts und Heimatdichters Gottfried Nadler.
Bei der Kirche befinden sich ein Brunnen und ein Kriegerdenkmal. Das unweit gelegene alte Pfarrhaus von 1848 kam nach einem Neubau im Gewann Finkenherd 1972 in den Besitz der Stadt Sinsheim, die es zum Verwaltungsgebäude der Sozialstation umbaute.

## Glocken
Beim Bau der Kirche wurden die alten Glocken des Vorgängerbauwerks in den Glockenturm übernommen. Dabei handelte es sich um die wohl nicht ursprünglich für Waldangelloch gegossene Marienglocke von 1533 aus der Gießerei von Hans von Brussal in Speyer. Sie hat den Schlagton b‘, einen Durchmesser von 94 cm und ein Gewicht von 502 kg. Ihre Inschrift lautet vnser leiben franen glock heis ich hans von brvssal sv spier gos mich Anno xxxiii. Die zweite Gocke war 1819 als Umguss einer älteren Glocke bei Lucas Speck in Heidelberg gegossen worden, hatte einen Durchmesser von 60 cm und ein Gewicht von 120 kg, und musste im Ersten Weltkrieg 1917 zu Rüstungszwecken abgeliefert werden. Als Ersatz kam 1921 eine bei der Glockengießerei Bachert in Karlsruhe gegossene Bronzeglocke mit dem Schlagton c‘‘ und einem Gewicht von 250 kg. Diese Glocke musste schon im Zweiten Weltkrieg 1942 wieder abgegeben werden. 1949 beschaffte man als Ersatz eine 180 kg schwere Bronzeglocke mit dem Schlagton d‘‘. 1957 ließ man bei Bachert in Kochendorf (Bad Friedrichshall) drei zusätzliche Bronzeglocken gießen. Die Vater-unser-Glocke hat den Schlagton g‘, einen Durchmesser von 104,8 cm und ein Gewicht von 630 kg. Die Betglocke hat den Schlagton a‘, einen Durchmesser von 93 cm und ein Gewicht von 430 kg. Die Weihnachtsglocke hat den Schlagton c‘‘, einen Durchmesser von 78,5 cm und ein Gewicht von 225 kg. 1967 kamen abermals drei neue Bronzeglocken von Bachert in Bad Friedrichshall, wobei die Glocke von 1949 als Umguss in die Taufglocke eingeflossen ist. Die Große Glocke hat den Schlagton f‘, einen Durchmesser von 119,3 cm und ein Gewicht von 985 kg. Die Taufglocke hat den Schlagton d‘‘, einen Durchmesser von 67 cm und ein Gewicht von 180 kg. Die Ewigkeitsglocke hat den Schlagton f‘‘, einen Durchmesser von 63 cm und ein Gewicht von 140 kg.
Das Geläut der Kirche besteht heute aus den drei Glocken von 1957 und den drei Glocken von 1967. Die alte Marienglocke von 1533 ist im Kircheninneren unter der Kanzel aufgestellt.